# Мала з характером

## Про фільм
Бойовик «Мала з характером» зняв японський режисер Рюхей Кітамура («Опівнічний експрес»). Режисер і знімальна група мають чималий досвід в роботі над трилерами, бойовиками і фільмами жахів. Одну з провідних ролей виконав Жан Рено.
9 жовтня 2020 року фільм вийшов прямо в прокат у цифровому форматі разом зі світовою прем'єрою на кінофестивалі «Nightstream».

## Стислий зміст
Колись Алі служила у морській піхоті. Виконуючи чергове бойове завдання, вона зазнала травм. Тепер Алі живе у Нью-Йорку і шукає можливості реабілітуватися. Вона заробляє на життя, працюючи швейцаром у старому будинку, де повно прихованих кімнат та коридорів. Група злочинців проникає до споруди і хоче заволодіти цінною старовинною картиною — вона знаходиться у цьому будинку. Хто ж знав, що відкриють «гостям» двері не немічні пенсіонери, а досвідчені бійці. Алі втручається у події і стає для злочинців головною проблемою.

## Знімалися
- Рубі Роуз — Алі
- Жан Рено — Віктор Дюбуа
- Луїс Менділор
- Руперт Еванс
- Аксель Генні
- Девід Сакураі
- Філіп Вітчерч
- Гідеакі Іто